# Степная (приток Мирновки)
Степная (ручей Степной) — река в северной части степного Крыма, правый приток реки Мирновка, длиной 12 километров с площадью бассейна 85,4 км², уклон реки 0,98 м/км (0,6 %).
Исток реки находится у северной окраины села Яркое Поле, протекает по территории Джанкойского района, в основном, в северном направлении, впадает в Мирновку справа, на северной окраине Джанкоя (у южной окраины села Изумрудное), в 2,8 км от устья высота устья над уровнем моря 14 м. Река, являясь единственным водотоком Джанкоя, испытывает сильное антропогенное воздействие, отчего имеет большие экологические проблемы. Водоохранная зона реки установлена в 100 м.
На реке стоят сёла Арбузовка, Ближнегородское, Озёрное, Новостепное.